# Нова і Об'єднана Гаяна
Нова і об'єднана Гаяна (ANUG) — політична партія Гаяни.

## Історія
Партію було засновано в січні 2019 року, її головною метою є спільне управління, а також зниження рівня бідності, досягнення консенсусу щодо управління нафтовою галуззю та зміни клімату як основних напрямків діяльності. Серед ключових осіб на презентації були Ральф Рамкарран, Бені Санкар, Кіан Джабур, Генрі Джеффрі, Аканні Блер і Тімоті Джонас.
Вона брала участь у загальних виборах 2020 року з Ральфом Рамкарраном як кандидатом у президенти. Партія отримала 2313 голосів і здобула спільне місце в парламенті завдяки альянсу з Новим рухом і Партією Свободи та Справедливості.

### 2021 рік
13 липня 2021 року ANUG провела свої другі внутрішні вибори: Тімоті Джонаса було обрано головою, Ральфа Рамкаррана — генеральним секретарем, Алтію Кінг — помічником генерального секретаря, а Кіана Джабура — секретарем організації, а також нові обличчя, які принесли нові ідеї та свіжий погляд на партію.
Десять обраних членів комітету: Алекс Д'Агіар, Стівен Паттерсон, доктор Марк Франс, Селіна Кішна, Брюс Камачо, Мері Коррейя, Найл Стентон, Джавід Еллі, Бхавіта Сух і Дірк Вокер.

### 2022 рік
19 листопада 2022 року ANUG провела свої треті внутрішні вибори: доктора Марка Франса було обрано головою, Тімоті Джонаса — генеральним секретарем, Стівена Паттерсона — помічником генерального секретаря, а Кіана Джабура — переобрано секретарем організації.
Десять обраних членів комітету: Джавід Еллі, Джоел Рамеш, Курт Андерсон, Мері Енн Корея, доктор Алекс Д'Агіар, Алтіа Кінг, Надя Сагар, Мохамед Еса Шахід, Лаура Сінгх і Найл Стентон.